# Bertha Guijarro
Bertha M. Guijarro Berdiñas (La Coruña, 1969) es una investigadora española y Doctora en Informática en el campo de la inteligencia artificial, el aprendizaje computacional y los sistemas basados en el conocimiento. Sus estudios se han aplicado en Medicina para realizar diagnósticos antenatales, diagnosis de motores y en predicción, y gestión de incendios forestales. 
Guijarro es miembro activo del Grupo de Investigación LIDIA (Laboratorio de Investigación e Desarrollo en Inteligencia Artificial), perteneciente al Centro de Investigación en TIC (CITIC), y colaboradora de la Subdirección General de la Agencia Nacional de Evaluación y Prospectiva (ANEP) para la subárea científica de Sistemas Inteligentes.

## Trayectoria
Doctorada en 1999 por la Universidad de La Coruña, Guijarro está vinculada desde 1994 a la investigación y la docencia en el Departamento de Computación (UDC), donde es Profesora Titular. En la comunidad científica, tiene reconocidos más de dos sexenios de investigación académica dentro del área de la Ciencia de la Computación e Inteligencia Artificial, enfocando sus estudios principalmente al Aprendizaje Computacional y el desarrollo de algoritmos de Big Data Learning.
En 2012 fue nombrada coordinadora científica del Centro de Investigación en TIC (CITIC) y desde 2014 ocupa el cargo de vicecoordinadora. El CITIC destaca por la vertiente social de sus proyectos tanto en cuestiones de integración como en la mejora de la atención sanitaria o la lucha contra la brecha digital.

## Premios
- Premio Ada Byron del Colegio de Ingeniería en Informática de Galicia - CPEIG 2014.[7][8]

## Publicaciones
- A unified pipeline for online feature selection and classification.Bolon-Canedo, Veronica; Fernández-Francos, Diego; Peteiro-Barral, Diego; Alonso-Betanzos, Amparo; Guijarro-Berdiñas, Bertha; Sánchez-Maroño, Noelia (15 de agosto de 2016). «A unified pipeline for online feature selection and classification». Expert Systems with Applications 55: 532-545. doi:10.1016/j.eswa.2016.02.035. Consultado el 21 de abril de 2017.
- “Café: un sistema con arquitectura híbrida para la monitorización inteligente del estado antenatal” , Bertha Guijarro, Universidad de La Coruña, 1999. Dirigida por Dra. Amparo Alonso Betanzos. Berdiñas, Bertha Guijarro (1 de enero de 1999). Cafe: un sistema con arquitectura híbrida para la monitorización inteligente del estado antenatal. Consultado el 21 de abril de 2017.
- Fontenla-Romero, Oscar; Alonso-Betanzos, Amparo; Castillo, Enrique; Principe, Jose C.; Guijarro-Berdiñas, Bertha (28 de agosto de 2002). «Local Modeling Using Self-Organizing Maps and Single Layer Neural Networks». Artificial Neural Networks — ICANN 2002 (en inglés) (Springer, Berlin, Heidelberg): 945-950. ISBN 3540460845. doi:10.1007/3-540-46084-5_153. Consultado el 21 de abril de 2017.